# Parsac-Rimondeix
Parsac-Rimondeix è un comune delegato e frazione del comune di Parsac, situato nel dipartimento della Creuse della regione dell'Aquitania-Limosino-Poitou-Charentes.
Venne creato il 1º gennaio 2016 dalla fusione dei preesistenti comuni di Parsac e Rimondeix, ed il 1° gennaio si è unito insieme all'ex comune di Blaudeix per formare un nuovo comune, nuovamente chiamato Parsac.